# فزوان
فزوان  (بالإنجليزية: FEZOUANE)‏ هي جماعة قروية تابعة لإقليم بركان ضمن الجهة الشرقية بالمغرب. بلغ مجموع عدد سكان فزوان  حسب إحصاءات 2004 حوالي 10304 نسمة يعيشون في 2005 أسرة.

## إحصاء عام
| السنة | عدد السكان | عدد الأسر | عدد الأجانب |
| ----- | ---------- | --------- | ----------- |
| 1994  | 7507       | 1270      | °°°°        |
| 2004  | 10304      | 2005      | 21          |